# Order Feniksa (Hohenlohe)
Order Feniksa (niem. Phoenixorden), właśc. Order Książęcy Domowy Feniksa (Fürstlicher Haus- und Phoenix-Orden) – niemiecki order domowy książęcego rodu Hohenlohe ustanowiony 29 grudnia 1757 przez księcia Filipa Ernesta I na Hohenlohe-Waldenburg-Schillingsfürst w dzisiejszej północno-wschodniej Badenii-Wirtembergii. Początkowo nadawany tylko członkom książęcego rodu Hohenlohe, później również Niemcom mogącym się wykazać co najmniej czterema pokoleniami szlacheckich przodków, a także zagranicznym arystokratom.

## Historia
Pierwotnie nazwą orderu był Order Złotego Płomienia (Orden vom Goldenen Flamme), którą w 1770 zmieniono na Order Rycerski Feniksa (Ritterorden vom Phoenix), jednocześnie dzieląc order na dwie klasy. Nowe statuty otrzymał w 1795 wraz ze statusem orderu dynastycznego, a od 1829 ponownie tylko w jednej klasie, komandorii z gwiazdą, w przypadku kobiet noszony na wstędze upiętej na lewym ramieniu.
Po śmierci odznaczonego należało order zwrócić do kancelarii orderu.
Wielkim Mistrzem orderu był zawsze senior linii rodu Hohenlohe na Waldenburgu, obecnie jest nim książę Ferdinand zu Hohenlohe-Bartenstein (ur. 1942).

## Wygląd
Odznaka orderowa wykonana z pozłacanego brązu o wymiarach 36 × 36 mm, w kształcie krzyża maltańskiego, emaliowanego na biało ze złotymi płomyczkami, po trzy na każdym ramieniu. Wizerunek feniksa umieszczony na środkowym medalionie awersu, ukoronowany monogram fundatora „PE” (Philippe Ernest) na rewersie. Pomiędzy ramionami krzyża złote promienie. Srebrna gwiazda orderowa ośmiopromienna, z krzyżem maltańskim wewnątrz i dewizą orderu „IN SENIO” (w dawności) na środkowym medalionie. Wstęga orderowa karmazynowa, z pojedynczymi paskami złotymi i prążkowanymi perłowymi wzdłuż każdej z krawędzi bocznych.
Wersja dla kobiet (księżniczek) wykonana ze złota, z głową feniksa zwróconą w lewo, natomiast dla mężczyzn w prawo.

## Ilustracje – wzory statutowe

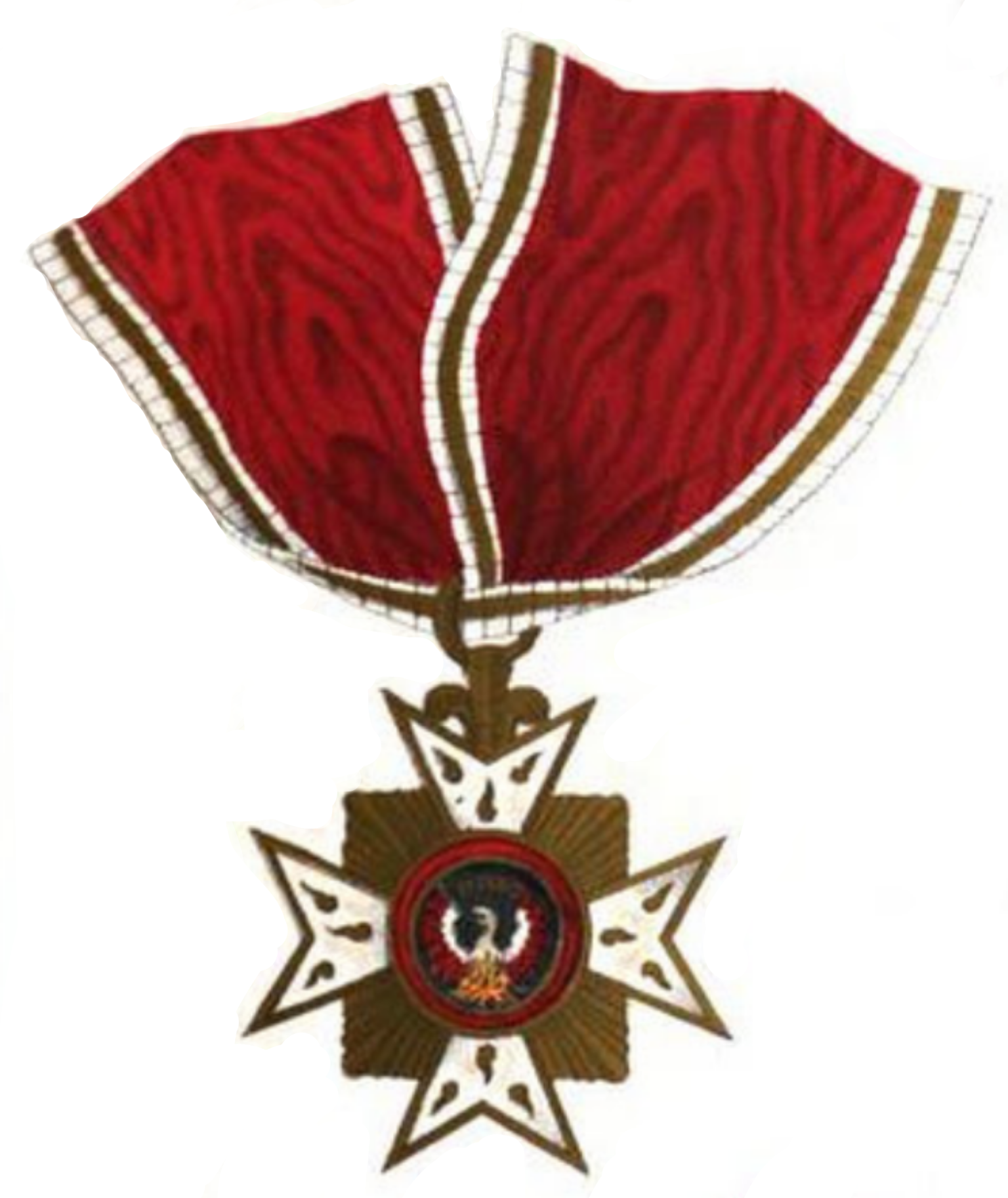
Komandoria (awers)
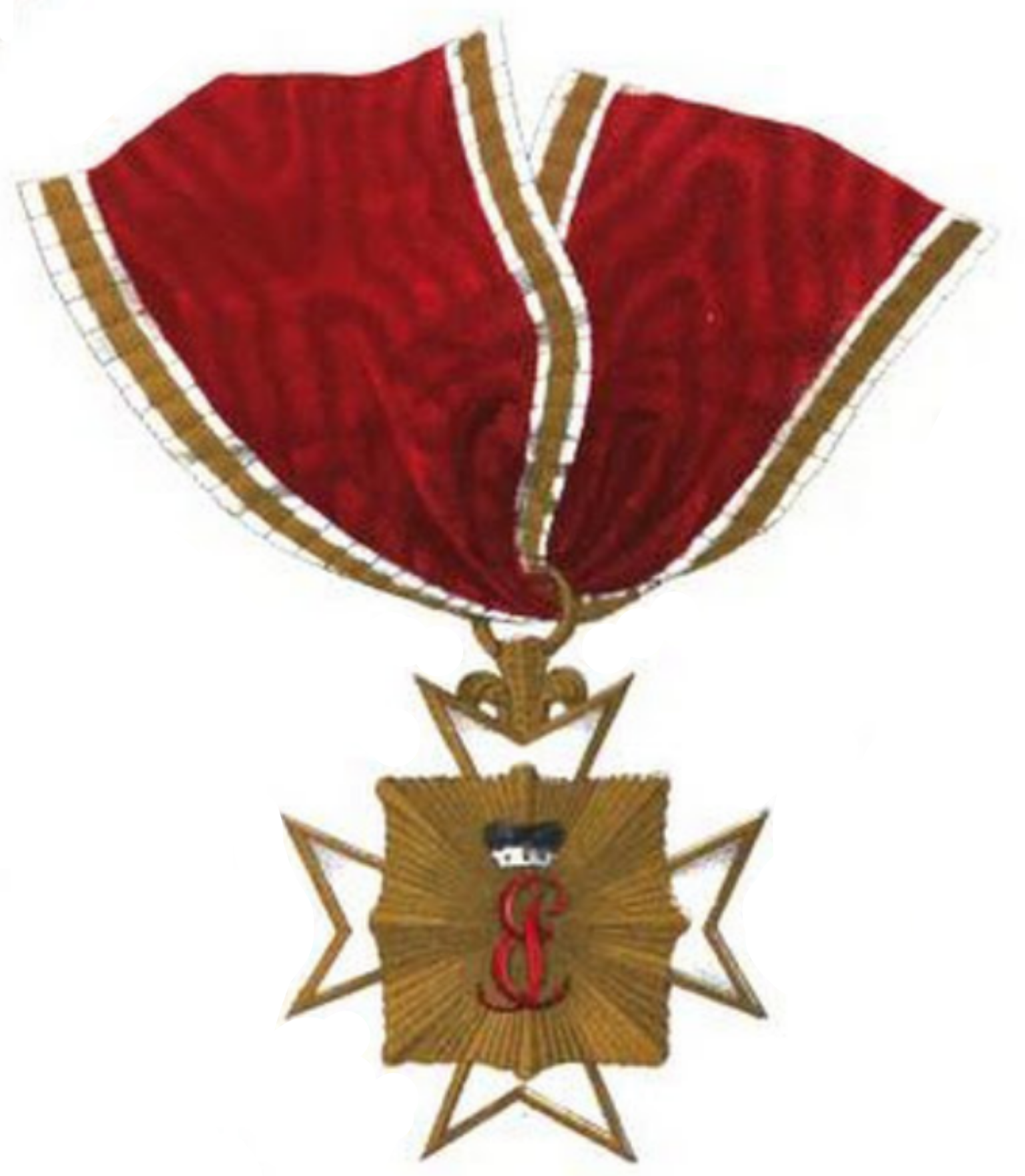
Komandoria (rewers)
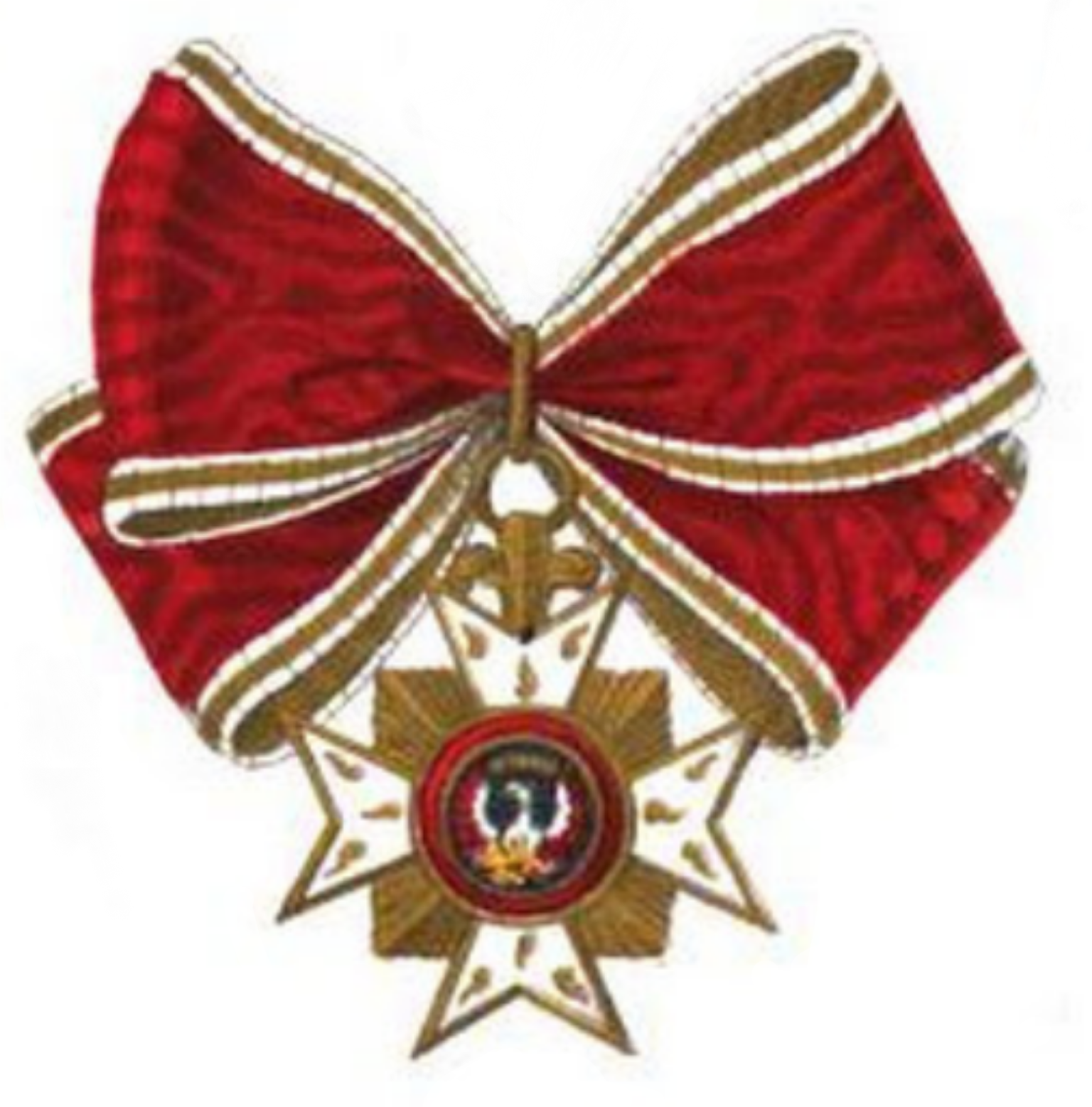
Kokarda damska (awers)
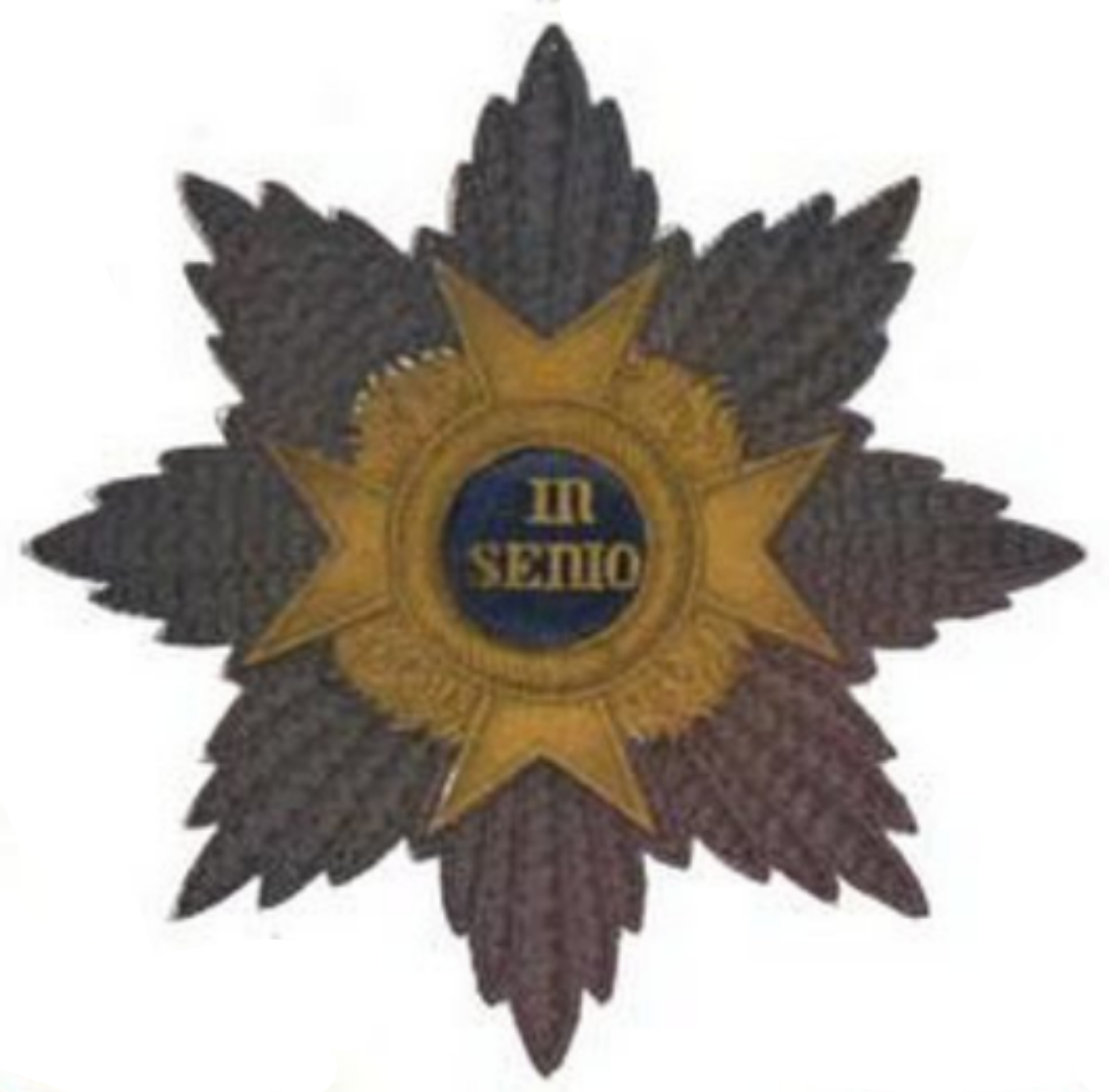
Gwiazda komandora

## Odznaczeni
Wśród prominentnych odznaczonych można wymienić m.in. francuskich królów Ludwika XVIII i Karola X.